# Zentrum zur Förderung von Bildung und Kultur nach Papst Johannes Paul II.

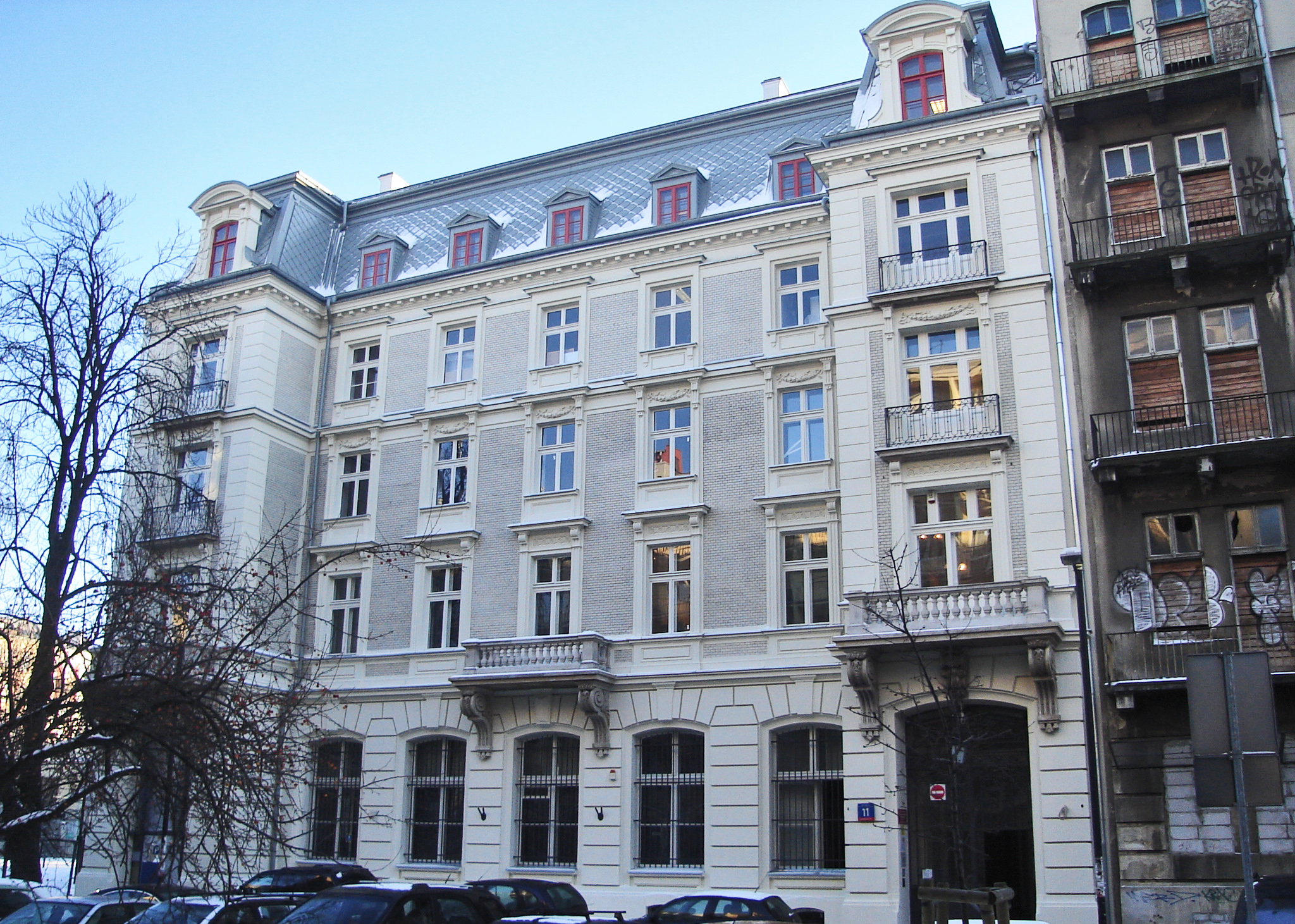
Sitz des Zentrums in der Foksal Straße 11 in Warschau

Das Zentrum zur Förderung von Bildung und Kultur nach Papst Johannes Paul II. (polnisch Centrum Myśli Jana Pawła II) ist eine kommunale Institution in Warschau, die sich mit der Analyse, Dokumentierung und Bekanntmachung des Gedankengutes von Papst Johannes Paul II. beschäftigt. Im Mittelpunkt steht die Arbeit mit Jugendlichen und jungen Erwachsenen. Dabei möchte es gleichermaßen Begegnungsort für alle sein, die sich von seinem Pontifikat inspirieren lassen möchten. Das Zentrum nahm seine Arbeit am 1. April 2006 auf.

## Geschichte
Obwohl die Chancen für das Zentrum zu Beginn sehr gering standen, konnte die Idee als Initiative des ehemaligen Oberbürgermeisters der Stadt Lech Kaczyński am ersten Todesgedenktag des Papstes, dem 2. April 2006, mit einer feierlichen Eröffnungsfeier verwirklicht werden. Als Hauptsitz dient ein Altbau im Herzen der Stadt Warschau, in der Foksal Straße 11. Die Leitung übernahm zunächst Piotr Dardziński. Im Jahr 2008 erhielt dieser für seine Leitung sowie die Umsetzung der Ziele des Zentrums eine besondere Auszeichnung. Die Leitung liegt nun in den Händen von Norbert Szczepański (Direktor) und Michał Łuczewski (stellvertretender Direktor).

## Tätigkeitsfelder
Das Zentrum ist in folgenden Bereichen tätig:
- Stipendienvergabe
- Forschung und Wissenschaft
- Popularisierung
- Kunst

## Einrichtungen

### Forschungsinstitut
Das Forschungsinstitut wurde im Jahr 2012 als ein Bestandteil des Zentrums eingerichtet. Es untersucht das geistige Erbe des Papstes und setzt sich mit aktuellen Themen der Philosophie, Theologie, Sozial- und Rechtswissenschaft auseinander. Gegenstand der Analysen sind nicht nur Texte von Johannes Paul II. Ebenso wird all das in Betracht genommen, was von ihm als wesentlich zur Reflexion über den Menschen, seiner Würde und der Welt, in der er lebt, erachtet wurde. Das Institut führt analytische Projekte durch, u. a. soziologische Untersuchungen, es organisiert internationale Konferenzen, Diskussionsseminare und leitet das Karol Wojtyła Fellowship-Stipendienprogramm für Studenten und Doktoranden.
Ein besonderes Augenmerk richtet das Institut auf die Theologie des Leibes nach Papst Johannes Paul II. und dem Personalismus, einer philosophischen Denkrichtung, in der sich der Mensch durch die Fähigkeit zur freien Entscheidung und Verantwortlichkeit für sein Handeln in besonderer Weise auszeichnet und in der dies als Grundprinzip des menschlichen Daseins betrachtet wird.

### Institutsbibliothek
Die Bibliothek hat eine Büchersammlung, die sich ausschließlich der Person und Lehre des Papstes widmet und den Verlauf seines Pontifikats dokumentiert. Mehr als 6575 registrierte Exemplare, darunter 5768 Fachbücher, Magazine, Zeitschriften und fremdsprachige Bücher gehören zu ihrem Bestand. Des Weiteren ist sie mit einer Mediathek ausgestattet, die mit 750 CDs und DVDs das Leben und Wirken des Papstes audiovisuell dokumentiert. Darunter befinden sich derzeit 369 Interviews mit Zeitzeugen, die von seinem Leben vor und während seiner Amtszeit Zeugnis geben und 500 Stunden mit Aufnahmen von Menschen, die ihn persönlich in ihrem Leben getroffen haben.

### Begegnungsstätte „Erster Stock“ (1Piętro)
Der Erste Stock im Zentrum will ein Ort der Zusammenkunft für Menschen sein, die sich aktiv für die Gesellschaft und ihre aktuellen Herausforderungen engagieren möchten. Hier werden kreative Initiativen unterstützt und Pläne realisiert. Der erste Stock ist ebenfalls ein Ort der Begegnung und des Dialoges, an dem eine fundierte Gesprächskultur gepflegt wird, die auf gegenseitigem Respekt und Interesse am Nächsten basiert, um die Probleme der Gegenwart besser zu verstehen. Der erste Stock wurde 2012 mit einer Reihe wöchentlicher Debatten zu kulturellen Themen, Metapolitik, Spiritualität und Medien eröffnet. Abgerundet wurden die Eröffnungsfeierlichkeiten mit einem Chorkonzert des Zentrumschores und einem Auftritt des Duos „Paula i Karol“.

### Online-TV „Foksal Eleven“
Foksal-Eleven ist ein abwechslungsreiches Projekt, welches ein Internetportal, einen Online-TV-Sender, einen interaktiven Produktionsbetrieb und eine Medienschule umfasst. Das Fernsehprogramm wird durch die ehrenamtliche Mitarbeit Freiwilliger getragen. Es werden Programme zu den Themen Kultur, Metapolitik, Bildung, Wissenschaft und Soziologie gesendet.

### Stipendien der Stadt Warschau benannt nach Johannes Paul II.
Im Jahr 2005 wurden erstmals 512 Stipendien in Höhe von 200 bis 1500 zł an die begabtesten Bewerber vergeben, die aus den unterschiedlichsten Schulen kamen. Als Kriterien gelten gesellschaftliches Engagement, überdurchschnittliche Leistungen in der Schule und die finanzielle Situation der Bewerber. In den Jahren zwischen 2005 und 2011 wurden insgesamt 4755 Stipendien verliehen.

### Chor des Zentrums
Der Chor des Zentrums wurde ehemals unter dem Namen „Chór Pokolenia JPII“ (Chor der Generation JPII) als spontane Initiative junger Erwachsener während der Heiligen Messe auf dem Piłsudski-Platz am 3. April 2005 in Gedenken an den einen Tag zuvor verstorbenen Johannes Paul II. gegründet. Sie formten eine Gruppe, die ihre innersten Gefühle und Gedanken zu Ehren des Papstes mit Liedern singend ausdrücken wollten. Was anfangs als spontane Initiative begann, hat sich seither zu einer anerkannten Größe im Musikleben Warschaus entwickelt. Dem Chor gehören heute etwa 60 Chorsängerinnen und Chorsänger an, die die Freude am gemeinsamen Musizieren auf höchstem Niveau eint.
Zu den musikalischen Höhepunkten der vergangenen Jahre zählten viel beachtete Aufführungen in der Warschauer Nationalphilharmonie, der Konzerthalle des Kulturpalastes, im Warschauer Königsschloss, im Präsidentenpalast sowie Rundfunksproduktionen im Konzertstudio des Polnischen Rundfunks. Darüber hinaus gehören zahlreiche Uraufführungen von Kantaten für Chor und Orchester sowie Chorwerke zu ihrem Programm. Der Zentrumschor erhielt den ersten Platz beim renommierten XI. Lodzer Chorfestival „Cantio Lodziensis“ in der Kategorie „Vereinschöre“. Am 29. August 2009 begleitete der Chor Andrea Bocelli bei einem seiner Konzerte in Polen.

## Veranstaltungen
Das Zentrum ist für die Organisation einer Reihe an öffentlichen Veranstaltungen verantwortlich.

### Feierlichkeiten zum Todesgedenktag am 2. April
Am 2. April jeden Jahres werden vom Zentrum Feierlichkeiten veranstaltet, die jedes Mal unter einem anderen Motto stattfinden. Die Motivation liegt im Gedenken des Papstes und seiner Lehre, die verbreitet werden soll. Es finden Konferenzen, Ausstellungen im Freien, Theatervorführungen, gesellschaftliche Ereignisse und Gebetsabende statt. Mottos der vergangenen Jahre:
2. April 2007: Halte inne, das Sterben hat einen Sinn.
2. April 2008: Das Leben ist ewig.
2. April 2009: Die Liebe wird Euch alles erklären.
2. April 2010: Ich bin bei Euch.
2. April 2011: Brücken. Jede kleine ist eine große.
2. April 2012: Labyrinth. Treff die richtige Entscheidung.
2. April 2013: Wojtyła 3D. Du hast eine Seele.

### Festiwal Gorzkie Żale
„Gorzkie Żale“ ist in der katholischen Kirche in Polen die Bezeichnung einer besonderen Andachtsform in der Fastenzeit, die die Passion Christi ankündigt. „Gorzkie Żale“ ist seit 2008 ebenfalls der Name eines Festivals, welches verschiedene künstlerische Ausdrucksformen wie Theater, Literatur, Film und Musik miteinander verbindet. In den vergangenen Jahren wurden die Themen Fasten, Tod, Hölle und Auferstehung aufgegriffen und künstlerisch umgesetzt. 2010 war das Hauptthema „Rund um Dante“(konteksty dantejskie), 2013 „Mythen um Goethe’s Faust“ (mit fausta) und „Themen um Armenien“ (tematyka armieńska).

### Wohltätigkeitsaktion „Stadt der Barmherzigkeit“ (Miasto Miłosierdzia)
Im Juni 2008 veranstaltete das Zentrum eine karitative Veranstaltung namens „Stadt der Barmherzigkeit“ (Miasto Miłosierdzia) anlässlich des 29. Jahrestages der in Warschau auf dem Piłsudski-Platz gehaltenen Predigt des Papstes während seiner ersten Pilgerreise in die Heimat im Jahr 1979. Zahlreiche Hilfsorganisationen, Stiftungen und Vereine hatten auf dem Theaterplatz die Möglichkeit ihre Tätigkeit vorzustellen. Es fanden Konzerte statt, Präsentationen der verschiedenen Organisationen liefen an und man konnte an einer Kurzschulung teilnehmen. Im Anschluss darauf fand ein Gebetsabend unter der Leitung des Erzbischofs von Warschau und Kardinals Kazimierz Nycz statt. In den nachfolgenden Jahren wurde die Aktion wiederholt. Im Mai 2010 fand sie auf der Flaniermeile der Krakauer Vorstadt statt. Während der Wohltätigkeitsaktion fand ebenfalls der Marsch des Lebens (Marsz dla Życia i Rodziny) seinen Höhepunkt. Im Jahr 2012 wurde der Piłsudski-Platz zum Ort der Veranstaltungen, die unter dem Motto „Ich helfe, weil ich kann“ (Pomogę, bo mogę) mit wochenlangen Gesellschaftsdebatten zu dem Thema eingeleitet wurden. Es traten ebenfalls polnische bekannte Sänger und Bands auf, wie z. B. Antek Smykiewicz (the Voice of Poland), Ściana Wschodnia, Hotrot und Najlepszy Przekaz w Mieście.